# Edge of Reality
Edge of Reality è stata una società americana produttrice di videogiochi fondata nel 1998 e con sede a Austin, Texas che ha sviluppato videogiochi per il Nintendo 64, Nintendo GameCube, PlayStation 2 e Xbox. Ha anche sviluppato giochi per PlayStation 3 e Xbox 360. Edge of Reality è una società indipendente e quindi può lavorare con qualsiasi editore e per qualsiasi sistema. La società ha due team di sviluppo, uno dei quali lavora sulle licenze e diritti di franchising stabiliti, mentre l'altro team lavora su giochi completamente originali. 

## Progetti attuali
Attualmente, Edge of Reality sta lavorando su un nuovo titolo originale chiamato Loadout. Loadout è uno sparatutto free-to-play online in terza persona in cui il giocatore è in grado di costruire la propria arma con una moltitudine di parti. Il gioco è stato ufficialmente distribuito sulla piattaforma Steam il 1º febbraio 2014.

## Giochi sviluppati
- Monster Truck Madness 64 (Nintendo 64)
- Spider-Man (Nintendo 64)
- Tony Hawk's Pro Skater (Nintendo 64)
- Tony Hawk's Pro Skater 2 (Nintendo 64)
- Tony Hawk's Pro Skater 3 (Nintendo 64)
- The Sims (Gamecube, PlayStation 2, Xbox)
- Pitfall: The Lost Expedition (Gamecube, PlayStation 2, Xbox)
- Shark Tale (Gamecube, PlayStation 2, Xbox)
- Over the Hedge (Gamecube, PlayStation 2, Xbox)
- L'Incredibile Hulk (videogioco) (Xbox 360, PlayStation 3, PC, PS2, Wii)
- Dragon Age: Origins (PlayStation 3, Xbox 360)
- The Sims 3 (PlayStation 3, Xbox 360)
- The Sims 3: Animali & Co. (PlayStation 3, Xbox 360)
- Mass Effect (PlayStation 3)
- Loadout (PC)
- Transformers: Rise of the Dark Spark (PC, PlayStation 3, PlayStation 4, Xbox 360, Xbox One, Wii, Wii U, 3DS)